# Queen Live at Wembley Stadium
Queen Live at Wembley Stadium is een dubbel-dvd opgenomen op 12 juli 1986 door de Britse rockgroep Queen tijdens haar laatste concert in Wembley Stadium, Londen gedurende de Magic Tour. Nog geen maand later, op 9 augustus gaf Queen haar laatste concert ooit in de originele bezetting. Na het overlijden van zanger Freddie Mercury aan de gevolgen van Aids in november 1991, werd op 26 mei 1992 het dubbelalbum Live at Wembley '86 uitgebracht, op cd, audiocassette en lp. Van de concerten in juli en augustus 1986 was in december 1986 al wel een hevig geëdit album, Live Magic, uitgekomen, maar dit was voor het eerst dat een (nagenoeg) complete concertregistratie van de Magic Tour werd uitgebracht.
De release bestaat uit twee dvd-schijfjes. Op de eerste disc staat een registratie van het concert, op de tweede staat bonusmateriaal, dan niet eerder op de release Live at Wembley '86 verschenen was. Het geluid is zowel in DTS Surround Sound als PCM Stereo geleverd.
Op 5 september 2011 werd deze dvd opnieuw uitgebracht in het kader van het 40-jarig bestaan van Queen, het is dezelfde uitgave als de 2003-versie met als bonus het volledige concert van 11 juni 1986.

## Inhoud

### Disc 1
1. One Vision
2. Tie Your Mother Down
3. In The Lap Of The Gods... Revisited[1]
4. Seven Seas of Rhye
5. Tear It Up
6. A Kind of Magic
7. Under Pressure
8. Another One Bites the Dust
9. Who Wants To Live Forever
10. I Want To Break Free
11. Impromptu
12. Brighton Rock Solo
13. Now I'm Here
14. Love of My Life
15. Is This The World We Created...?
16. (You're So Square) Baby I Don't Care
17. Hello Mary Lou (Goodbye Heart)
18. Tutti Frutti
19. Gimme Some Lovin'
20. Bohemian Rhapsody
21. Hammer To Fall
22. Crazy Little Thing Called Love
23. Big Spender
24. Radio Ga Ga
25. We Will Rock You
26. Friends Will Be Friends
27. We Are the Champions
28. God Save the Queen

### Disc 2
- Road To Wembley: dit bevat onder andere interviews met bandleden Brian May en Roger Taylor, regisseur Gavin Taylor en tourmanager Gerry Stickles en een half uur durende documentaire over hoe het er de dag van het concert 'backstage' aan toe ging.
- Unseen Magic: dit bevat een half uur durende samenvatting van de show in Wembley één dag eerder (11 juli), en tien minuten van de sound check.
- Queen cams: vier nummers worden in meerdere opnamehoeken aangeboden: One Vision, Under Pressure, Now I'm Here en We Are The Champions. Zo zijn alle vier de bandleden tijdens deze nummers continu te zien.

### Hitsuccess
De dvd is commercieel gezien een groot succes en was in meerdere landen de bestverkochte muziek-dvd van 2003. Het bereikte de eerste positie in Australië, Duitsland, Italië, Nederland, Oostenrijk, Portugal, Spanje en het Verenigd Koninkrijk. Het heeft de status Platina verkregen in: Portugal (11x), Verenigd Koninkrijk (4x), Frankrijk ("diamant") en de Verenigde Staten (5x).